# 朱倍庆
朱倍庆（Desmond Choo），新加坡華裔政治家，代表人民行动党出选并在大选中胜出。在参政之前，他曾经在新加坡警察部队当过将近13年的公务人员。

## 教育
朱倍庆早期在爱同学校上过小学，之后并在公教中学与国家初级学院念书。他之后又获得了警察部队颁发的奖学金到芝加哥大学研究金融学。

## 政治生涯
2011年，朱倍庆首次代表人民行动党在后港参选，然而却败选。2012年，由于反对党开除了朱倍庆的劲敌，朱倍庆再次参加补选，然而又再落败。他后来在2015年的大选中在淡滨尼参选，并成功进入国会。

## 个人生活
朱倍庆在2011年结婚，并有一女在2015年诞生。他是前议员朱为强的姪子。